# Kopiec św. Jana Nepomucena
Kopiec św. Jana Nepomucena – kopiec położony wśród łąk na północ od Włoszczowy, początkowo na terenie podmokłym. Mokradła istniały do roku 1942, kiedy to władze okupacyjne przeprowadziły prace melioracyjne na tym obszarze. Jest pozostałością wczesnośredniowiecznego grodziska z XII–XIII wieku. Prawdopodobnie było to grodzisko stożkowe z wieżą obronną. W odległości kilku metrów od podstawy kopca widać ślady fosy. Na jego szczycie znajduje się figura świętego Jana Nepomucena (stąd nazwa kopca) wykonana w stylu barokowym.